# Kostel svatého Lamberta (Lipolec)
Kostel svatého Lamberta je farní kostel v římskokatolické farnosti Lipolec, nachází se na severním okraji vesnice Lipolec, který je částí města Dačice. Kostel je pseudoslohový, původně s gotickým jádrem. Je jednolodní stavbou na obdélném půdorysu s polygonálním kněžištěm a obdélnou sakristii. Na západní straně kostela je hranolová věž, která má poslední dřevěné patro a je vysoká 17 metrů. Kostel je zastřešen valbovou střechou, kdy nad kněžištěm je dřevěná malá věž. Kostel stojí na vyvýšeném místě uprostřed hřbitova. Kostel je v rámci areálu spolu s ohradní zdí hřbitova chráněn jako kulturní památka České republiky.

## Historie
Kostel byl postaven původně v gotickém slohu ve 14. století (poprvé byl zmíněn v roce 1398). Kostel pak byl poprvé opraven v roce 1399. Farnost u kostela zanikla kolem třicetileté války, v roce 1736 pak byla obnovena. V roce 1806 byla zbořena původní žebrová klenba. Kostel byl silně poškozen při požáru v roce 1865. Mezi lety 1865 a 1868 pak byl kostel opraven a přestaven, byl zvětšen a získal svoji novou podobu s historizujícími prvky. Stavitelem měl být stavitel F. Sika z Dačic. Z gotické stavby kostela byla zachována původní věž, která byla později upravena. Západní štít nynějšího kostela je zřejmě také pozůstatkem původní lodi. Hlavní oltář v kostele byl postaven na konci 19. století, je na něm oltářní obraz ukazující smrt svatého Lamberta od malíře Ignaze Dullingera z roku 1862. Kolem roku 1943 byla plánována oprava horní části věže, ta se však neuskutečnila. Opravy pak byly provedeny později, ale není známo kdy.
Před kostelem se nachází kříž z roku 1807, fara poblíž kostela byla postavena v roce 1796.